# Christof Kerwer
Christof Kerwer (* 1964) ist ein deutscher Rechtswissenschaftler und Hochschullehrer an der Julius-Maximilians-Universität Würzburg.

## Leben und Wirken
Kerwer studierte ab 1984 Rechtswissenschaften an der Universität des Saarlandes, wo er 1989 sein Erstes Juristisches Staatsexamen ablegte. Anschließend absolvierte er sein Rechtsreferendariat, das er mit dem Zweiten Staatsexamen abschloss. Ab 1992 war er als wissenschaftlicher Mitarbeiter am Saarbrücker Lehrstuhl für Prozessrecht, Bürgerliches Recht und Arbeitsrecht von Gerhard Lüke tätig. Unter dessen Betreuung wurde Kerwer 1996 mit der zivilprozessualen Arbeit Die Erfüllung in der Zwangsvollstreckung von der Universität Saarbrücken zum Dr. iur. promoviert. Für diese Arbeit erhielt er den Dr. Eduard-Martin Preis der Universität des Saarlandes. Im Anschluss daran war er wissenschaftlicher Mitarbeiter von Stephan Weth in Saarbrücken. Dort habilitierte Kerwer sich 2003 und erhielt die Venia legendi für die Fächer Bürgerliches Recht, Zivilprozessrecht, Arbeitsrecht und Europarecht.
Es folgten Lehrstuhlvertretungen an den Universitäten Köln und Bielefeld. Ab 2004 hatte Kerwer zunächst eine Professur für Privatrecht, Handels-, Gesellschafts- und Arbeitsrecht an der Universität der Bundeswehr Hamburg inne. Im Wintersemester 2005/06 wechselte er auf den ordentlichen Lehrstuhl für Bürgerliches Recht, Arbeitsrecht und Zivilprozessrecht an die Universität Würzburg, den er seitdem innehat. Außerdem ist er zusätzlich Dozent an der Verwaltungs- und Wirtschaftsakademie Würzburg.
Kerwers Forschungsschwerpunkte liegen vor allem im Europäischen Arbeitsrecht, im Zivil- und Arbeitsprozessrecht sowie auf dem Gebiet des Bürgerlichen Rechts in erster Linie im Schuldrecht. Stets stellt er in seiner Forschung den Bezug zum Europäischen Recht her.

## Schriften (Auswahl)
- Die Erfüllung in der Zwangsvollstreckung. Heymann, Köln 1996, ISBN 978-3-452-23412-4 (Dissertation).
- Das europäische Gemeinschaftsrecht und die Rechtsprechung der deutschen Arbeitsgerichte. O. Schmidt, Köln 2003, ISBN 978-3-504-42653-8 (Habilitationsschrift).